# Milislav Demerec
Milislav Demerec (* 11. Januar 1895 in Kostajnica; † 12. April 1966) war ein kroatisch-US-amerikanischer Genetiker.

## Leben und Wirken
Demerec schloss 1916 sein Studium an der Landwirtschaftsschule von Križevci in Kroatien ab und blieb dort zunächst als Forschungsassistent. Nach dem Ende des Ersten Weltkriegs emigrierte Demerec 1919 in die Vereinigten Staaten und erwarb 1923 bei R.A. Emerson in der Abteilung für Pflanzenzucht der Cornell University in Ithaca, New York, einen Ph.D. in Genetik. 1921 heiratete Demerec Mary Alexander Ziegler, das Paar hatte zwei Töchter.
1923 wechselte Demerec zu Charles Davenport an die Abteilung für Genetik der Carnegie Institution of Washington in Cold Spring Harbor, New York. 1931 nahm er die US-amerikanische Staatsbürgerschaft an. Demerec wurde 1936 stellvertretender Direktor, 1942 kommissarischer Direktor und 1943 Direktor der Carnegie Institution of Washington in Cold Spring Harbor. Bereits 1941 war er auch Leiter des ebenfalls dort ansässigen Long Island Biological Association Laboratory geworden. Nach Verschmelzung der beiden Institutionen zum Cold Spring Harbor Laboratory (CSHL) blieb er bis zu seinem Ruhestand 1960 dessen Leiter. Er holte die späteren Nobelpreisträger Barbara McClintock und Alfred Hershey nach Cold Spring Harbor und organisierte wichtige wissenschaftliche Symposien und Kurse zur Verbreitung der Methode der Gen-Transduktion mittels Phagen.
Demerec betrieb den Wechsel des Schwerpunktes des CSHL von der Pflanzengenetik zur Genetik von Drosophila, zu deren Erforschung er über fünf Jahrzehnte wesentliche Beiträge leisten konnte. Gemeinsam mit Hermann Joseph Muller und Merle Antony Tuve erforschte er Mechanismen der Mutagenese, Mutatorgene (siehe Mutatorphänotyp), sowie instabile Gene und ihren Einfluss auf die Mutationsrate. Demerec gehörte zu den Gründern des Drosophila Information Service, einer informellen aber wichtigen Informationsquelle der Drosophila-Genetiker.
Im Zweiten Weltkrieg wandte sich Demerec Untersuchungen von Escherichia coli, Staphylococcus aureus und Salmonella typhimurium zu. Hierbei verwendete er Penicillin, Aureomycin und Streptomycin, um bakterielle Mutationen und die Genetik der Antibiotika zu untersuchen. Gemeinsam mit Philip E. Hartman (der eine Tochter Demerecs heiratete) studierte er die Gen-Struktur und -Rekombination bei Salmonella. Ab 1947 war Demerec Herausgeber der wissenschaftlichen Fachzeitschrift Advances in Genetics.
Nach Erreichen der Altersgrenze 1960 wechselte Demerec als Arbeitsgruppenleiter an das Brookhaven National Laboratory in Brookhaven, New York. 1965 übernahm Demerec noch eine Forschungsprofessur am C. W. Post College of Long Island University, starb aber, bevor er die Stelle antreten konnte.

## Auszeichnungen (Auswahl)
- 1935 St.-Sava-Orden
- 1939 Präsident der Genetics Society of America[1]
- 1946 Mitglied der National Academy of Sciences
- 1952 Mitglied der American Philosophical Society[2]
- 1959 Mitglied der American Academy of Arts and Sciences[3]
- 1962 Kimber Genetics Award[4]

Demerec hielt Ehrendoktorate folgender Universitäten: Hofstra College (1957), Universität Zagreb (1960), Long Island University (1961). Sowohl am Long Island University C. W. Post Campus als auch am Cold Spring Harbor Laboratory wurden nach Demerecs Tod Gebäude nach ihm benannt.